# Florence (Colorado)
Florence az USA Colorado államának Fremont megyéjében helyezkedik el. Népessége 3653 fő volt a 2000-es népszámláláson.
Florence-ben van az ADX Florence, az Egyesült Államok egyetlen szövetségi szuperbörtöne.
Az Egyesült Államok Népszámlálási Hivatala szerint a város területe 10,6 km², amelyből 10,5 km² szárazföld és 0,25% vízzel borított.

## Népessége
A település népességének változása:

| 2010 | 3 881 |
| 2020 | 3 822 |